# Militärassistenzkorps
Das Militärassistenzkorps (auch freiwilliger Assistenzkörper, freiwilliges Assistenzkorps oder Assistenzkorps) bezeichnete von der Bundesregierung im austrofaschistischen Österreich aufgestellte und nach militärischem Muster eingerichtete Formationen zum Zweck der Unterstützung des Bundesheeres und zur Aufrechterhaltung der Ordnung.
Die rechtliche Basis dafür stellte eine Verordnung vom 26. Mai 1933 dar. Damit nahm die Bundesregierung Dollfuß praktisch die Entscheidung in der Genfer Abrüstungskonferenz vorweg, die im August 1933 die zuvor vom Vertrag von Saint-Germain verbotene Aufstellung eines Assistenzkorps erlaubte. Im September 1933 wurde das Militärassistenzkorps in einer provisorischen Wehrordnung zu einem Teil der Bewaffneten Macht Österreichs erklärt und einberufen, 8.000 Mann ergänzten das Bundesheer nun auf einen Stand von 30.000, was die Schaffung einer siebten Division erlaubte.
Die Unterscheidung in Bundesheer und Militärassistenzkorps war zwar völkerrechtlich bedeutsam, nicht aber in der Praxis des Heeres. Die Angehörigen des Assistenzkorps leisteten denselben Fahneneid und waren den gleichen Vorschriften wie Bundesheersoldaten unterworfen, aber ihre Präsenzdienstzeit dauerte im Gegensatz zu jenen nur fünf bis sechs statt zwölf Monate. Über eine Weiterverpflichtung konnte sie die Präsenzdienstzeit um bis zu sechs Monate verlängern. Anschließend gehörten sie der Bewaffneten Macht für dieselbe Zeitspanne als „Dienstpflichtige des Beurlaubtenstandes“ an. Besonders geeignete Personen konnten im Anschluss an den Dienst im Militärassistenzkorps auf Ansuchen in das reguläre Bundesheer übernommen werden.
Bewerben konnten sich für das freiwillige Assistenzkorps „moralisch, geistig und körperlich“ geeignete, ledige männliche Staatsbürger zwischen 18 und 26 Jahren, die die deutsche Sprache in Wort und Schrift beherrschten, mindestens 156 cm groß waren und sich zur demokratischen Republik bekannten. Den Angehörigen des Assistenzkorps wurde ein Taggeld von 50 Groschen, Verpflegung, kasernenmäßige Unterkunft, Ausstattung mit militärischer Kleidung und im Krankheitsfall unentgeltliche ärztliche Behandlung geboten.
Das Personal des regulären Bundesheeres (sogenannte B-Mannschaft) wurde nunmehr ausschließlich aus dem Assistenzkörper (A-Mannschaft) rekrutiert. Dies hatte für den Staat mehrere Vorteile: In das für den Staat deutlich kostspieligere Bundesheer (Taggeld hier: 5 Schillinge) wurden nur Personen aufgenommen, die zuvor bereits bewiesen hatten, dass sie qualifiziert sind. Einsparungen in den Personalkosten setzten Budget für die Anschaffung von modernerer Ausrüstung frei (so wurden etwa für die Infanterie Maschinenpistolen angeschafft, eine kleine Anzahl von Panzerwagen und als Ersatz für Tragtiere geländegängige Raupenfahrzeuge). Nicht zuletzt erhöhte sich durch die kurzen Dienstzeiten die Anzahl der Reservisten deutlich.
Es wurden gesetzliche Regelungen erlassen, dass arbeitslose abgerüstete Angehörige des Militärassistenzkorps am Arbeitsmarkt bevorzugt zu behandeln sind.
Im April 1936 wurde für 18- bis 42-jährigen Männer die Bundesdienstpflicht genannte Wehrpflicht eingeführt. Eine etwas später dazu erlassene Verordnung regelte, dass für tauglich befundene Wehrdienstpflichtige (D-Mannschaft) für ein Jahr in jedem Teil der bewaffneten Macht eingesetzt werden konnten. Das Taggeld für Wehrdienstpflichtige wurde auf 40 Groschen festgelegt.